# Museo del Oro (estación)
La estación sencilla Museo del Oro hace parte del sistema de transporte masivo de Bogotá llamado TransMilenio inaugurado en el año 2000.

## Ubicación
La estación se encuentra en el corazón mismo del centro de la ciudad: se levanta en la Avenida Jiménez entre la Avenida Carrera Séptima y la carrera 6. Se accede a ella mediante cruces semaforizados ubicados sobre estas dos vías.
Atiende la demanda de los barrios Veracruz, La Catedral y sus alrededores.
La estación se encuentra entre los estudios del canal de televisión Citytv (al sur) y la sede principal del Banco de la República (al norte). Diagonal a esta se encuentran la Iglesia de San Francisco, la Parroquia de La Veracruz (al occidente) la Plazoleta del Rosario y la sede Claustro de la Universidad del Rosario y la sede de la Procuraduría General de la Nación.

## Origen del nombre
La estación recibe su nombre por el Museo del Oro que se encuentra en las cercanías de la misma.

## Historia
En el año 2002, al ser puesto en funcionamiento el Eje Ambiental, fue puesta en funcionamiento esta estación, junto a la de Las Aguas - Centro Colombo Americano.
El 1 de julio de 2014 inició el proceso de desmantelamiento paulatino del servicio de esta estación prestando solo las rutas J72 y B74 en horas pico de mañana y tarde; y las rutas J23 y F23 todo el día, a fin de preparar la peatonalización completa del Eje Ambiental. Sin embargo, el 9 de abril de 2016 la estación Museo del Oro empezó a operar de nuevo todo el día con los servicios J23 y F23 y por lo tanto la troncal del Eje ambiental volvió a funcionar durante toda la jornada.

## Servicios de la estación

### Servicios troncales
| Tipo                                            | Rutas al Norte | Rutas al Oriente |
| ----------------------------------------------- | -------------- | ---------------- |
| Expresos todos los días todo el día             | F23            | J23              |
| Expresos lunes a sábado todo el día             | B74            | J74              |
| Expresos lunes a viernes hora pico de la mañana |                | J70              |

### Esquema
| ← Occidente |           |           |
| Carrera 7   | B74F23    | Carrera 6 |
|             | Vagón 1   |           |
| Carrera 7   | J70J23J74 | Carrera 6 |
| Oriente →   |           |           |

## Ubicación geográfica
| Noroeste: La Candelaria    | Norte: La Candelaria  | Nordeste: La Candelaria                      |
| Oeste: A F Avenida Jiménez |                       | Este: J Las Aguas - Centro Colombo Americano |
| Suroeste: La Candelaria    | Sur: Plaza de Bolívar | Sureste: La Candelaria                       |